# 尼古拉斯·韦德克
尼古拉斯·韦德克（Nicolas Ouédec,1971年10月28日—），是一名已退役的法国足球运动员，司职前鋒，曾经效力于中国足球俱乐部大连实德和山东鲁能泰山。